# Suicide Slum
Suicide Slum (nombre oficial, Southside; Distrito Suicida en España y Colonia de la Muerte en Latinoamérica) es un barrio bajo ficticio notorio en las publicaciones de DC Comics. El área se introdujo por primera vez en la función "Newsboy Legion" como un barrio pobre en la Ciudad de Nueva York. Más tarde se colocó en la ciudad de Superman, Metrópolis, cuando se reintrodujo la Legión de Repartidores de Prensa. El lado sur también se conoce como El Proyecto Simon en la continuidad Post-Crisis.

## Historia ficticia
Southside, también conocido como la continuidad del Proyecto Simon (en la Post-Crisis) , y más notablemente, Suicide Slum, ha sido en varias ocasiones el terreno de varios superhéroes, incluido el Guardián (que protegió a la Legión del Repartidor de Prensa) y Black Lightning. Se basó en el barrio del Lower East Side de la ciudad de Nueva York en el que creció Jack Kirby. En los cómics, el nombre real del distrito es Hobb's Bay. Ocasionalmente se lo mencionaba con este nombre en la continuidad alternativa de Lois & Clark: The New Adventures of Superman.
Suicide Slum también es el sitio de Ace o 'Clubs, un bar propiedad del personaje secundario de Superman Bibbo Bibbowski. La personificación humana del Nuevo Dios Black Racer vive, paralizada, en un hospital en Suicide Slum. Aquí también fue donde fue asesinado. Slum es también donde el villano llamado Sleez opera durante algún tiempo, hasta que es asesinado. También es el hogar de la infancia de José Delgado (maestro de escuela convertido en justiciero Gangbuster) y Jefferson Pierce (el superhéroe conocido como Black Lightning).
Los primeros años de Suicide Slum se examinan a través de las perspectivas de dos civiles, Paul Lincoln y Jimmy Mahoney. Se encuentran con muchos miembros originales de la Sociedad de la Justicia de América, que habían estado trabajando para eliminar la influencia de la mafia del área.
El 'Slum' es donde comenzó uno de los muchos caninos que se llaman Krypto. Nació con dos hermanos bajo el cuidado de una anciana que no entendía la naturaleza de la asistencia caritativa disponible, como el millonario Bibbo Bibbowski que estaba repartiendo comida cerca. Pensando que los cachorros estaban condenados a morir de hambre, los arroja al río. Bibbo rescata a los animales. Lamentablemente, solo Krypto sobrevive. Bibbo se hace cargo del perro.
En una historia notable de un solo número, "They Call It Suicide Slum", en Superman v.2 # 121, escrito y con arte por Dan Jurgens, su tema central trata sobre problemas de la vida real contra los crímenes urbanos y la violencia armada en lugar del superhéroe habitual acciones fantásticas. Superman hizo menos apariciones en esta historia, en cambio, fue más sobre Clark Kent y la columna que está escribiendo sobre 'El Proyecto Simon' para El Daily Planet. Conocida como 'Southside' y 'Suicide Slum', muchos creen que el área está más allá de toda ayuda, incluso Superman. Cuando una niña, Lateesha Johnson, fue testigo de cómo una pandilla local asesinaba a un grupo de niños locales que jugaban baloncesto sin motivos aparentes, se convirtió en un objetivo. Los delincuentes temían que ella le contara a la policía lo que vio.
Clark Kent se entera de que los residentes creen que a Superman no le importa. Como Superman, se dirige a todos los criminales conocidos y destruye todas las armas, con la esperanza de proteger también a Lateesha.
Sin embargo, un traficante de armas no identificado, que trabaja para un "Sr. L.", suministra más armas no registradas a los delincuentes del vecindario. Lateesha está herida y Clark, sin importarle que esté arriesgando su secreto (sin embargo, es seguro ya que nadie se da cuenta de que está usando sus poderes durante el caos resultante del ataque), consigue que ella lo ayude. Siente el miedo, el desamparo y la indignación abrumadores de la ciudadanía. Como Clark Kent, su columna atrae suficiente atención que la familia de Lateesha puede moverse y se asignan más oficiales para patrullar el Proyecto. El propio Superman también intensifica su patrullaje del área.
Posteriormente, el superhéroe Steel, alias John Henry Irons, establece su base de operaciones en la zona, en un antiguo almacén. Más tarde, otro superhéroe se muda al área. Superboy, el clon conocido como Kon-El, se convierte en supervisor del edificio llamado 'Calvin Gardens'. Los residentes del edificio generalmente admiran a Superboy. Esto pronto incluye a un super-criminal asesino ('Hermano Amarillo') que se abre camino para alquilar la unidad justo debajo del lugar de residencia de Superboy. La posterior eliminación de Kon de la pandilla 'Run Riot' simplemente le gana más respeto por parte de los residentes de los barrios bajos, que despreciaban a los criminales. Otra súper batalla destruye el popular restaurante de los barrios bajos 'The Feedbag', volviendo a muchos residentes en contra de Superboy. Calvin Gardens es destruido debido a un bombardero loco. Mientras Superboy salva la vida de los ciudadanos, decide mudarse a Smallville para hacerse con el control de sus poderes. Superman asegura a Kon-El que el virus B-13 reconstruirá los jardines reales, permitiendo a los ciudadanos al menos un lugar para vivir.

### Ciudad del Mañana
Cuando Brainiac-13 convierte a Metrópolis en una "ciudad del mañana", Southside se convierte en el lugar de vastos motores y conductos incontrolados. Su área portuaria se pierde a causa de una enorme presa hidroeléctrica, creando una gran caída que se convirtió en un popular punto de suicidio. John Henry Irons ayuda a CAELOSS (Ejército de Ciudadanos para la Liberación Económica de los Barrios de Suicidio) a tratar de garantizar que los residentes no se vean totalmente privados de sus derechos de la "nueva" Metrópolis. Como el resto de la ciudad, el barrio pobre ha vuelto a su forma anterior.
El área se muestra visualmente durante una batalla destructiva entre Superman y el villano Ruina. También es una propiedad que se puede comprar en el juego de mesa del universo basado en la ciudad, 'Metrolopoly'.

### Raíces de Luthor
De acuerdo con la continuidad de Post-Crisis en ese momento (1986-2004), Lex Luthor creció en Southside (Suicide Slum) junto a Perry White; pudo escapar del barrio bajo y establecer su primera empresa con el pago del seguro después de las muertes aparentemente accidentales de sus padres, que él mismo había orquestado. En la continuidad de Pre-Crisis, Lex creció en Smallville junto a Clark Kent, y los retcons de continuidad posteriores (en Birthright y otros cambios posteriores a Action Comics # 850) han reintroducido nuevas variaciones del origen de Smallville al Luthor moderno, en gran parte para crear una mayor similitud con el programa de televisión Smallville.

## Otras versiones
Una versión de 1940 de Suicide Slum se destacó en el volumen uno de 'Elseworld's Finest'. Una versión más moderna se convirtió en el centro de una historia de dos partes cuando Metrópolis quedó atrapada en una cúpula alienígena durante un año completo. Catwoman, que había estado de visita cuando se levantó la cúpula, adoptó Suicide Slum. Intentó protegerla y proteger la ciudad de Bruno Mannheim, un gánster que había ganado poder a través de tecnología avanzada. Existe una versión futura en Takron-Galtos en el año 3001.

## En otros medios

### Televisión
- En la serie de televisión Smallville, Lionel Luthor creció en Suicide Slum y se hizo amigo del futuro señor del crimen Morgan Edge allí. Clark Kent ha visitado el distrito varias veces, primero durante el episodio "Run" donde tuvo que rastrear una receptación que amenazaba con matar a Bart Allen y durante "Vengeance" donde él y un vigilante enmascarado estaban rastreando al mismo criminal allí. Durante el episodio "Persona", Brainiac severamente debilitado se esconde en el distrito haciéndose pasar por un vagabundo hasta que es visitado por Bizarro (quien pide ayuda contra el regreso de Clark Kent).
- En la serie de televisión Black Lightning, el escenario de Freeland presenta muchos de los mismos problemas que Suicide Slum.
- Suicide Slum aparece en DC Super Hero Girls, aunque en esta continuidad se le conoce como "Sinister Slum".

### Videojuegos
- Suicide Slum aparece en DC Universe Online. Los Ace O'Clubs, los Astilleros Metrópolis y la acería se encuentran aquí y los jugadores pueden visitarlos. Es por aquí donde Circe controla mentalmente a Aquaman para llevar a los ejércitos atlantes a atacar Metrópolis.
- Suicide Slum aparece en el videojuego Superman Returns.